# Icterus cucullatus
L'ittero dal cappuccio (Icterus cucullatus Swainson, 1827) è un passeriforme della famiglia degli Itteridi originario dell'America settentrionale e centrale.

## Descrizione
Raggiunge una lunghezza di 18-20 cm e un'apertura alare di 23-28 cm; il peso si aggira sui 24 g. Nel maschio adulto il becco è nero con una macchia grigio-blu sul ramo inferiore. Gli occhi sono scuri. Le redini, la metà anteriore della regione auricolare, il mento, la gola e la parte superiore del petto formano una sorta di maschera e di bavaglino neri. Questa maschera si estende dalla parte posteriore dell'occhio fino alla sommità del torace, formando una linea verticale abbastanza diritta, che presenta tuttavia una leggera sporgenza sotto la regione auricolare. Il resto della testa, la nuca, il collo, la parte bassa del petto e le parti inferiori fino al sottocoda sono di colore arancione, di tonalità più intensa ai lati della testa e sul cappuccio. Il nero del dorso e della regione scapolare contrasta fortemente con l'arancio del groppone. Le ali sono nere con motivi bianchi: questo bianco è più evidente sulle copritrici medie, che sono completamente bianche e formano un'ampia fascia sulla superficie superiore dell'ala. Le copritrici primarie sono finemente bordate di bianco, con ampie punte bianche che creano una seconda barra sull'ala. Come queste, seppur in maniera minore, sono bordate le secondarie e le terziarie. Il margine delle ali è di colore giallo-arancio. La coda è interamente nera e mostra sottili punte bianche quando il piumaggio è fresco di muta. Le zampe e i piedi sono grigio-blu.
Nella femmina adulta la testa è di colore giallo-oliva, con una sfumatura più grigia sul cappuccio e sulla nuca. Il grigio-oliva della mantellina contrasta con la parte superiore del dorso, la testa, la parte inferiore della schiena e la groppa, di colore più verde. Il groppone è verde-oliva. Le parti inferiori sono giallastre, con una tonalità più chiara sul ventre e più grigia sui fianchi. La luminosità delle parti inferiori varia da un esemplare all'altro: queste sono di un giallo più brillante sul petto, mentre sulla gola possono essere presenti alcune piume nere. Le ali sono nero-grigiastre con gli stessi motivi bianchi del maschio. I margini delle ali sono grigi. La coda è olivastra con bordi verdastri. La macchia alla base del ramo inferiore del becco è grigia.
I maschi immaturi hanno la maschera e la pettorina nera, ma per il resto sono identici alle femmine. La pettorina è meno estesa che nel maschio adulto. Molti giovani maschi hanno i lati del petto di colore arancione brillante. La barra sulla superficie superiore dell'ala è più visibile che nella femmina. Anche le terminazioni bianche delle primarie sono più evidenti che nella femmina. Le femmine immature, invece, sono simili alle femmine adulte.

### Voce
Il canto tende ad essere rapido e brusco: mancano i fischi sommessi che caratterizzano il canto degli altri itteri. Al contrario, presenta una sonorità molle, nasale e lamentosa. Uno dei suoi canti ricorda quello del vireo occhibianchi per la qualità elastica ed esplosiva. Alcuni canti durano poco più di un secondo, altri sono più lunghi. Ogni maschio ha un repertorio di diversi canti. Diversamente dai canti della maggior parte degli itteri tropicali, non sono costituiti da una serie di suoni ripetitivi e in alcuni casi sono vere e proprie imitazioni dei richiami di altre specie: per esempio, gli esemplari dell'Arizona imitano il picchio di Gila o il tiranno golacenerina. Nel nord della California, gli itteri dal cappuccio sono poco vocali e raramente comunicano attraverso il canto: il motivo non è conosciuto. Il richiamo più comune è un wheet o un sweet fischiato, molto simile a quello del ciuffolotto scarlatto messicano. Il richiamo d'allarme è una sorta di chiacchiericcio più debole e più breve di quello dell'ittero di Baltimora o dell'ittero di Bullock.

## Distribuzione e habitat
L'ittero dal cappuccio nidifica nella parte più meridionale degli Stati Uniti sud-occidentali, al confine con il Messico. Il suo areale comprende pressoché l'intera California, dalla contea di Humboldt nell'estremità settentrionale dello stato, fino alla Bassa California. Da qui, prosegue attraverso l'estremità meridionale del Nevada, il sud dell'Arizona e del Nuovo Messico, lungo il corso inferiore del Rio Grande fino al Texas e all'altro lato della frontiera messicana. Questa specie sverna in Messico, lungo la costa pacifica dal Sinaloa fino alla provincia di Oaxaca, e sulla costa atlantica dal Tamaulipas fino al Belize settentrionale. È assente dall'interno del paese. È un uccello delle zone boschive secche e aperte. Frequenta le foreste ripariali che si sviluppano lungo i fiumi delle regioni desertiche e di altri ambienti aridi. La sua presenza in un luogo non è correlata a una fitta copertura vegetativa. In California, vive principalmente nelle zone dove cresce la palma Washingtonia, un albero originario della valle del Colorado che ora popola ogni parte dello stato, comprese le regioni suburbane. Questa dipendenza dalle palme si riscontra in altre parti del suo areale di nidificazione, ma è particolarmente evidente in California. Per quanto riguarda l'areale di svernamento, l'ittero dal cappuccio è meno selettivo nelle scelte dell'habitat e si rinviene in una più ampia varietà di ambienti, comprese zone urbane, foreste spinose e di querce e foreste secche miste di querce e pini.

## Biologia

### Comportamento
La maggior parte delle volte gli itteri dal cappuccio vanno in cerca di cibo da soli o in coppia nello strato medio e inferiore delle foreste a galleria che crescono lungo i corsi d'acqua. Il lungo becco è sicuramente una forma di adattamento alla loro modalità di alimentazione, dal momento che spesso vengono visti appollaiati sui fiori per estrarne il nettare. Le piante, però, non ricavano alcun beneficio da questo, perché gli uccelli praticano un foro alla base del fiore, evitando così ogni coinvolgimento nel processo di impollinazione. In Messico, gli itteri dal cappuccio difendono gli alberi in fiore presenti nel loro territorio dall'intrusione delle tangare e di altre specie di uccelli. I differenti tipi di parate nuziali sono poco conosciuti. Di fronte alla femmina, il maschio effettua una parata di saluto, allargando le ali e puntando il becco verso il basso. Questo rituale probabilmente precede l'accoppiamento. In un'altra forma di esibizione, il maschio esegue salti verticali su un ramo, cantando e inclinando il becco all'unisono con la femmina. Il significato di questa parata è però sconosciuto. Poco prima della stagione della nidificazione, le manifestazioni rituali si fanno numerose, e la femmina viene generalmente inseguita da diversi maschi. Questi inseguimenti rituali prefigurano la formazione delle coppie e la costruzione dei nidi.

### Alimentazione
Gli itteri dal cappuccio adulti si nutrono principalmente di frutta, nettare e insetti. Vanno in cerca di cibo tra i cespugli e gli alberi, usando i loro becchi affilati per forare la base dei fiori e raccogliere il nettare di agavi, aloe, ibisco, gigli e altri fiori che hanno una forma tubolare. La semplice raccolta del nettare su un albero in fiore è spesso sufficiente a coprire completamente il fabbisogno nutrizionale di una giornata.

### Riproduzione
Nella valle inferiore del Rio Grande, i maschi arrivano alla fine di marzo per stabilire il loro territorio. La stagione della nidificazione va dall'inizio di aprile a luglio in Texas, da metà maggio ad agosto in Arizona e dall'inizio di aprile a metà agosto in California. I materiali utilizzati per la costruzione del nido e la scelta del sito dove edificarlo variano a seconda della regione. In Arizona, i nidi vengono intessuti con fili d'erba e appesi ai rami di grandi alberi, mentre in California sono costruiti con fibre di palma e di solito cuciti sul lato inferiore di una fronda di palma. Gli esemplari californiani nidificano quasi esclusivamente sulle palme Washingtonia o su specie simili, data l'abbondanza di questo tipo di alberi. I rari uccelli che non nidificano sulle palme lo fanno su alberi del pepe (Schinus molle), querce, eucalipti, sicomori o strutture artificiali costruite dall'uomo. I nidi hanno la forma di cesti appesi, più profondi di quelli dell'ittero degli orti, ma più corti di quelli dell'ittero di Baltimora. La covata contiene di solito 4 uova, ma il loro numero può variare da 3 a 5. Queste ultime sono biancastre, con sfumature che vanno dal camoscio-bianco all'azzurro pallido e macchie scure concentrate soprattutto nella parte più larga. L'incubazione dura dai 12 ai 14 giorni. I giovani necessitano di trascorrere circa due settimane nel nido prima di volare via e vengono nutriti da entrambi i genitori. Sembra che gli itteri dal cappuccio, almeno in California, portino a termine diverse covate a stagione. I loro nidi vengono regolarmente parassitati da molotri testabruna e molotri bronzati.

## Tassonomia
Gli studiosi riconoscono cinque sottospecie di ittero dal cappuccio:
- I. c. nelsoni Ridgway, 1885, la sottospecie più occidentale, diffusa dalla California alla Bassa California settentrionale e, verso est, all'Arizona e al Nuovo Messico. È notevolmente più gialla delle altre e, rispetto a queste, ha anche un becco molto più sottile, ali più lunghe e coda più corta;[4]
- I. c. trochiloides Grinnell, 1927, diffusa nella Bassa California e in Messico. Il suo piumaggio è costituito da una combinazione giallastro-arancione e ha un becco molto più lungo e sottile;[4]
- I. c. sennetti Ridgway, 1901, presente dalla valle inferiore del Rio Grande, in Texas, lungo la pianura costiera, fino al Tamaulipas. È di colore simile a cucullatus, ma è notevolmente più chiara e più gialla;[4]
- I. c. cucullatus Swainson, 1827, presente nella valle del Rio Grande, in Texas, e più a sud, in Messico, fino agli stati di Oaxaca e Veracruz. Ha un piumaggio molto arancione;[4]
- I. c. igneus Ridgway, 1885, è diffusa nel Messico meridionale, dal Tabasco orientale e dalla penisola dello Yucatán fino al Belize a sud. È la sottospecie dalla colorazione di un arancione più brillante. A quanto è stato riferito, le femmine possono mostrare una macchia più grigiastra sulla gola.[4]

## Galleria d'immagini

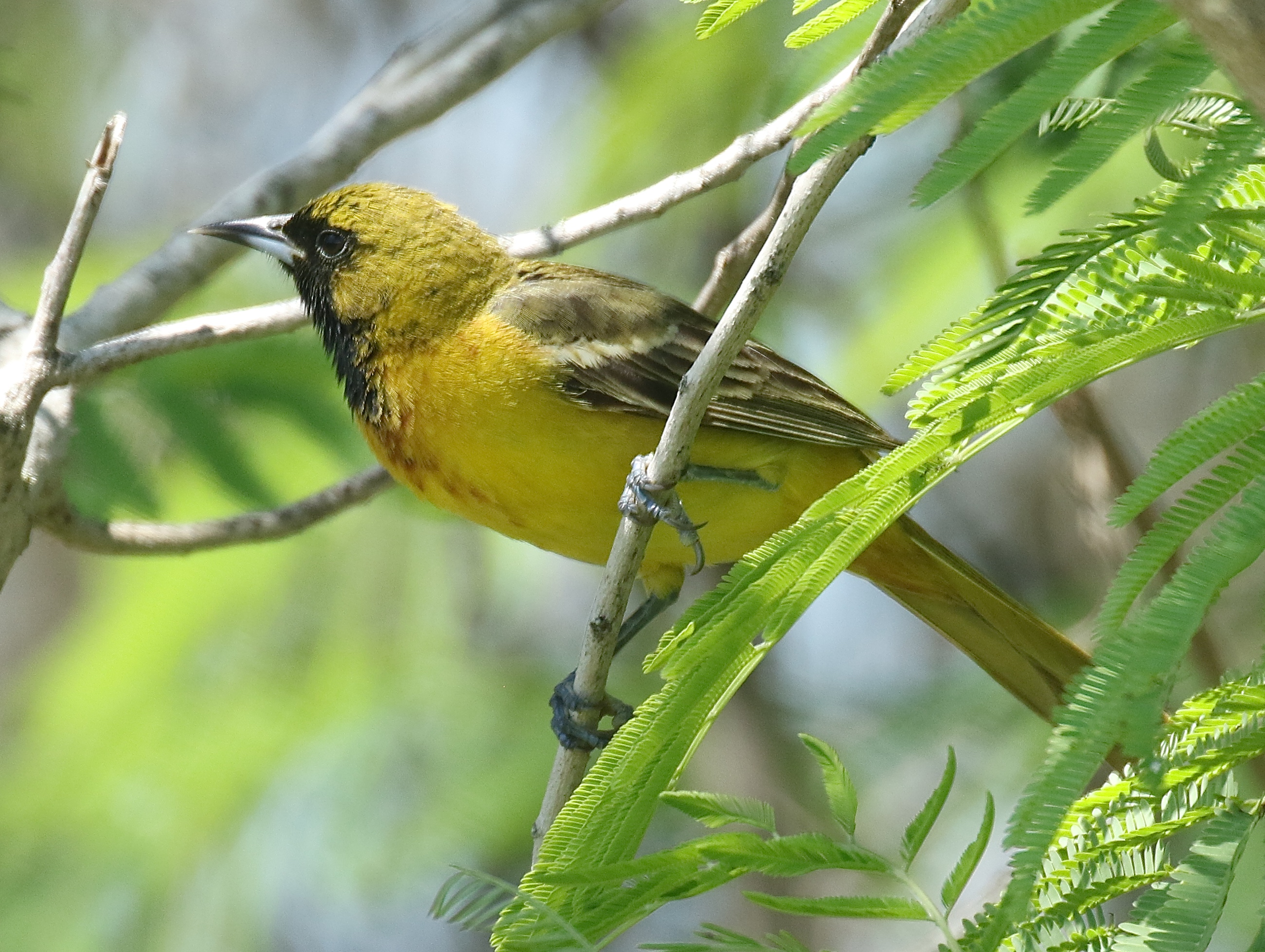
Maschio di un anno (South Padre Island, Texas)
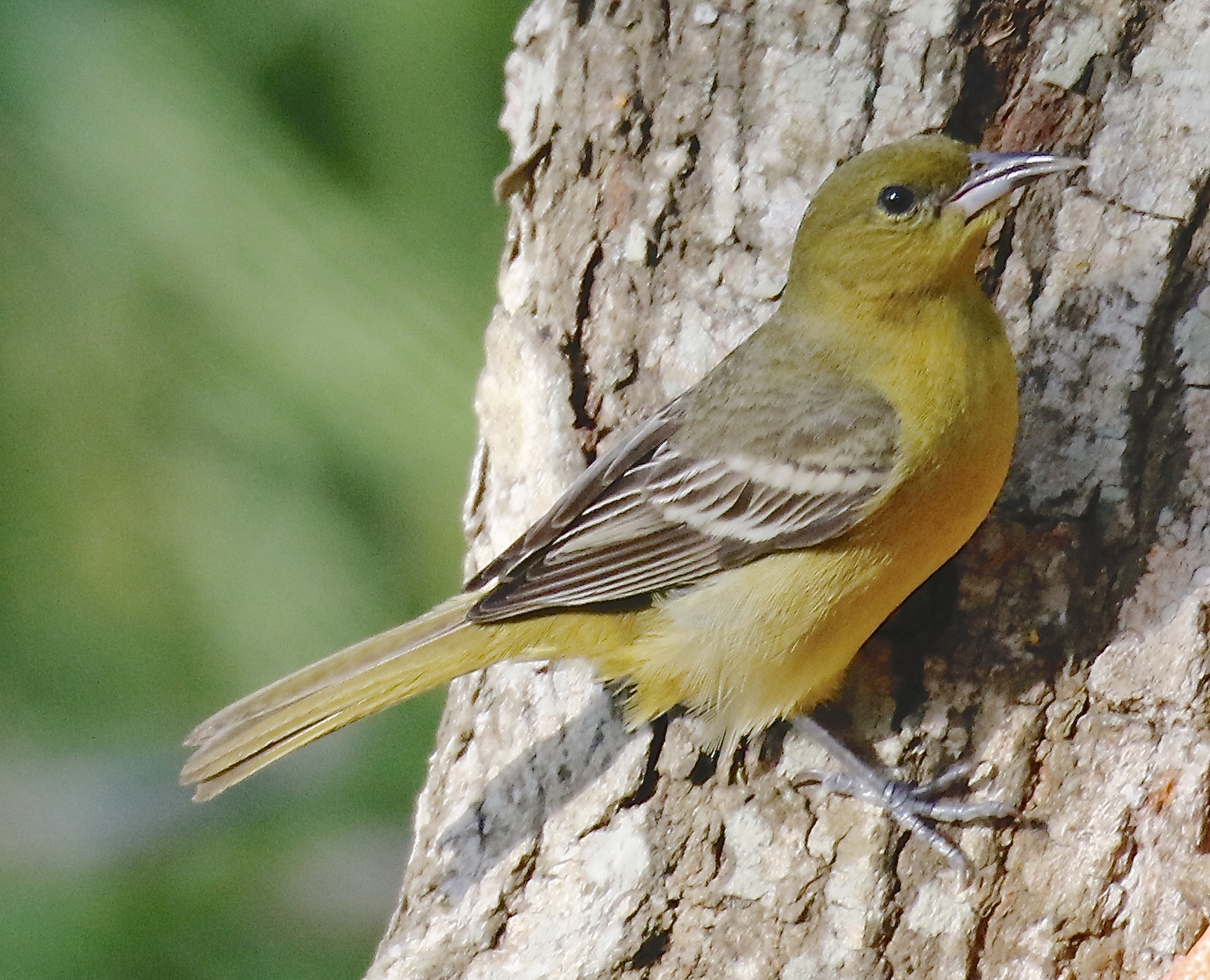
Femmina (South Padre Island, Texas)
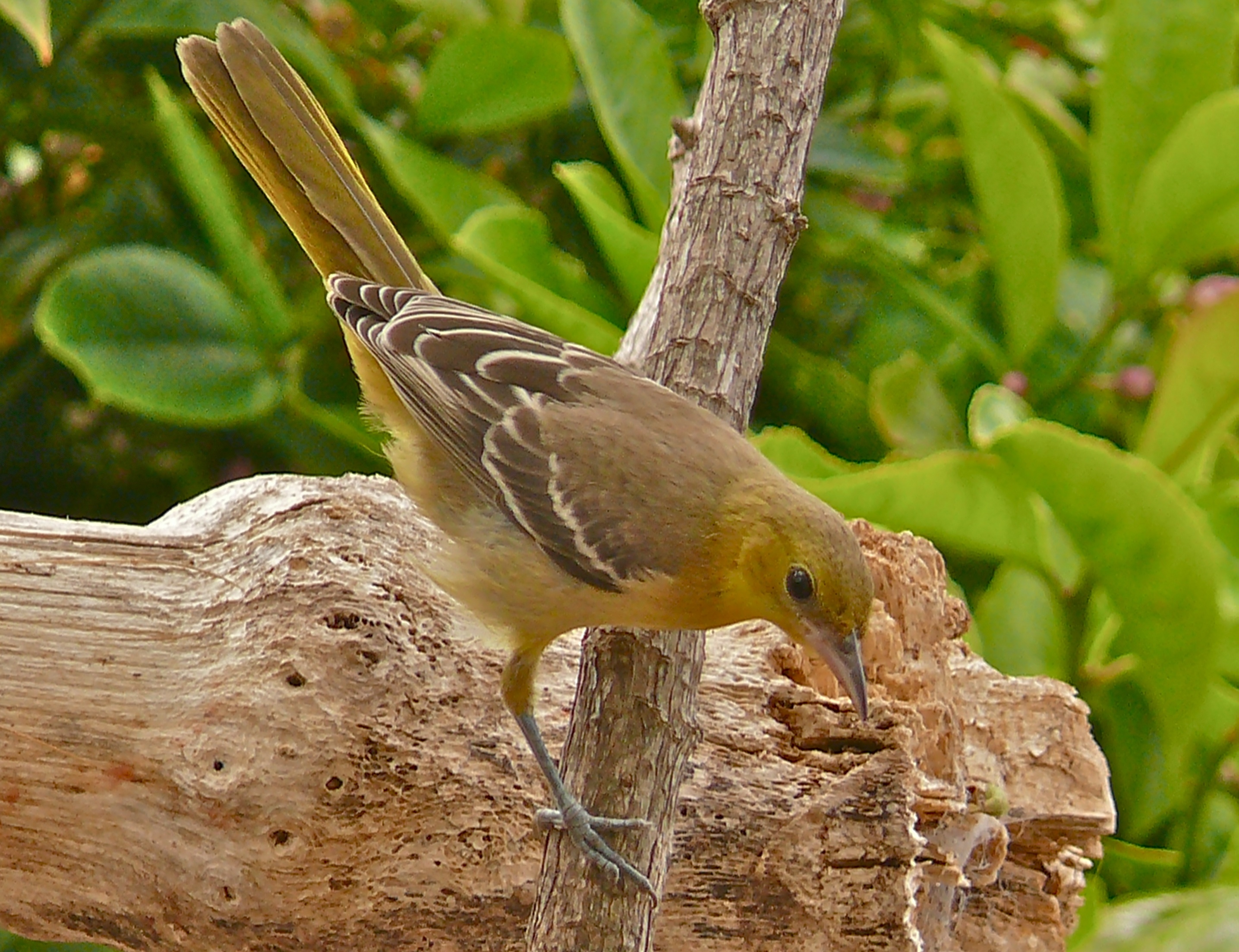
Giovane (California)